# Bazylika konkatedralna św. Jakuba w Olsztynie
Bazylika konkatedralna św. Jakuba Apostoła w Olsztynie – kościół zbudowany w II poł. XIV wieku.

## Historia
W akcie lokacyjnym miasta z 1353 r. parafia została uposażona sześcioma łanami ziemi i dochodami z dziesięciny. Rozpoczęcie budowy kościoła parafialnego, która przebiegała w kilku etapach, datowane jest na drugą połowę XIV w. przed 1378 r. (przed rozszerzeniem granic miasta lokacyjnego), przełom XIV i XV w. (przed wojną z zakonem), ok. 1400-1410. W pierwszej fazie budowlanej ukończono mury korpusu i trzy dolne kondygnacje wieży; filary międzynawowe nie zostały połączone arkadami, kościół nie był przesklepiony. Dach nad korpusem datowany jest na podstawie badań dendrochronologicznych belek więźby po 1429 r. (mogła to być kolejna więźba po pożarze w 1414 r.). Późnogotyckie sklepienia kościoła założono przed 1562 r., górne kondygnacje wieży ukończono do 1596 r. W 1596 wieżę kościoła (w górnej części drewnianą) rozbudowano do siedmiu kondygnacji. Utrzymana była, jak cały kościół, w stylu gotyckim. Miała 63 m wys. Kościół nie jest orientowany, aczkolwiek wieża kościoła wskazuje kierunek na Rzym. W 1721 przebudował go Piotr Olchowski z Reszla (kaplice boczne). W 1864 kościołowi groziło zawalenie i musiano go zamknąć. Oddano go do użytku po generalnym remoncie wykonanym w latach 1866–1868, ale prace nad restauracją wnętrza i nadaniem mu neogotyckiego koloru trwały jeszcze kilkanaście lat. W 1896 z nieznanych przyczyn wybuchł w kościele pożar i wyrządził sporo strat. Co najmniej od 1565 (brak danych dla wcześniejszego okresu) wygłaszano w kościele kazania po polsku. W 1599 proboszcz olsztyński, Ambroży Merten, prosił o zwolnienie z urzędu, ponieważ nie znał języka polskiego – mowy swych parafian. Na początku XVIII wieku wszyscy księża olsztyńscy byli Polakami. W ciągu wieków odwiedzali olsztyński kościół, modlili się w nim wybitni Polacy: Jan Dantyszek, Marcin Kromer i Ignacy Krasicki, wszyscy trzej piastujący godność biskupów warmińskich oraz król Władysław IV (1635). W latach 1898–1900 był tu organistą Feliks Nowowiejski, kompozytor „Roty” i „Legendy Bałtyku”, a w latach 1979–1981 biskup Józef Glemp (późniejszy prymas Polski) zarządzał stąd diecezją warmińską. Od 1945 prokatedra, od 1973 konkatedra, od 2004 bazylika mniejsza.

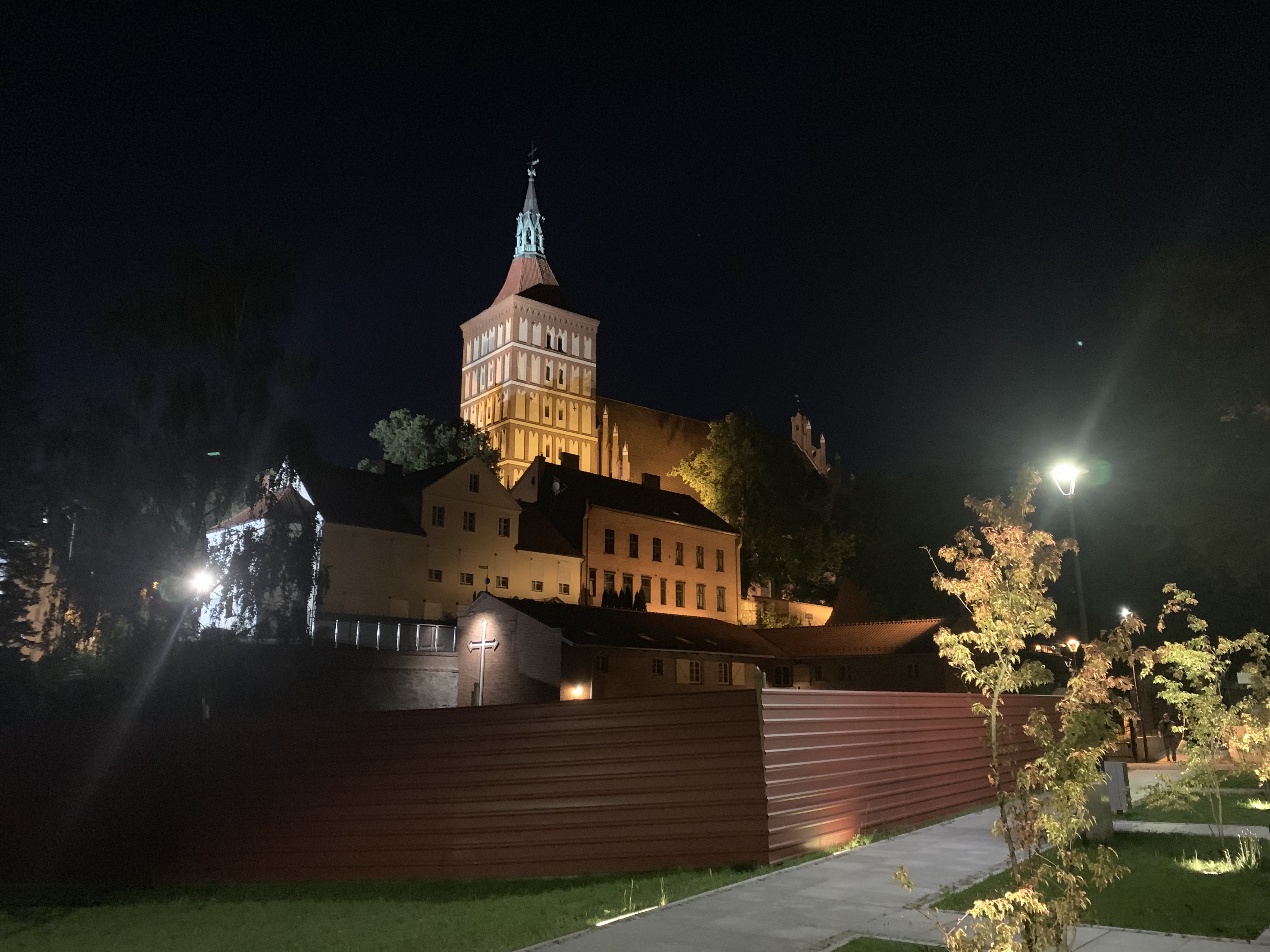
Bazylika nocą
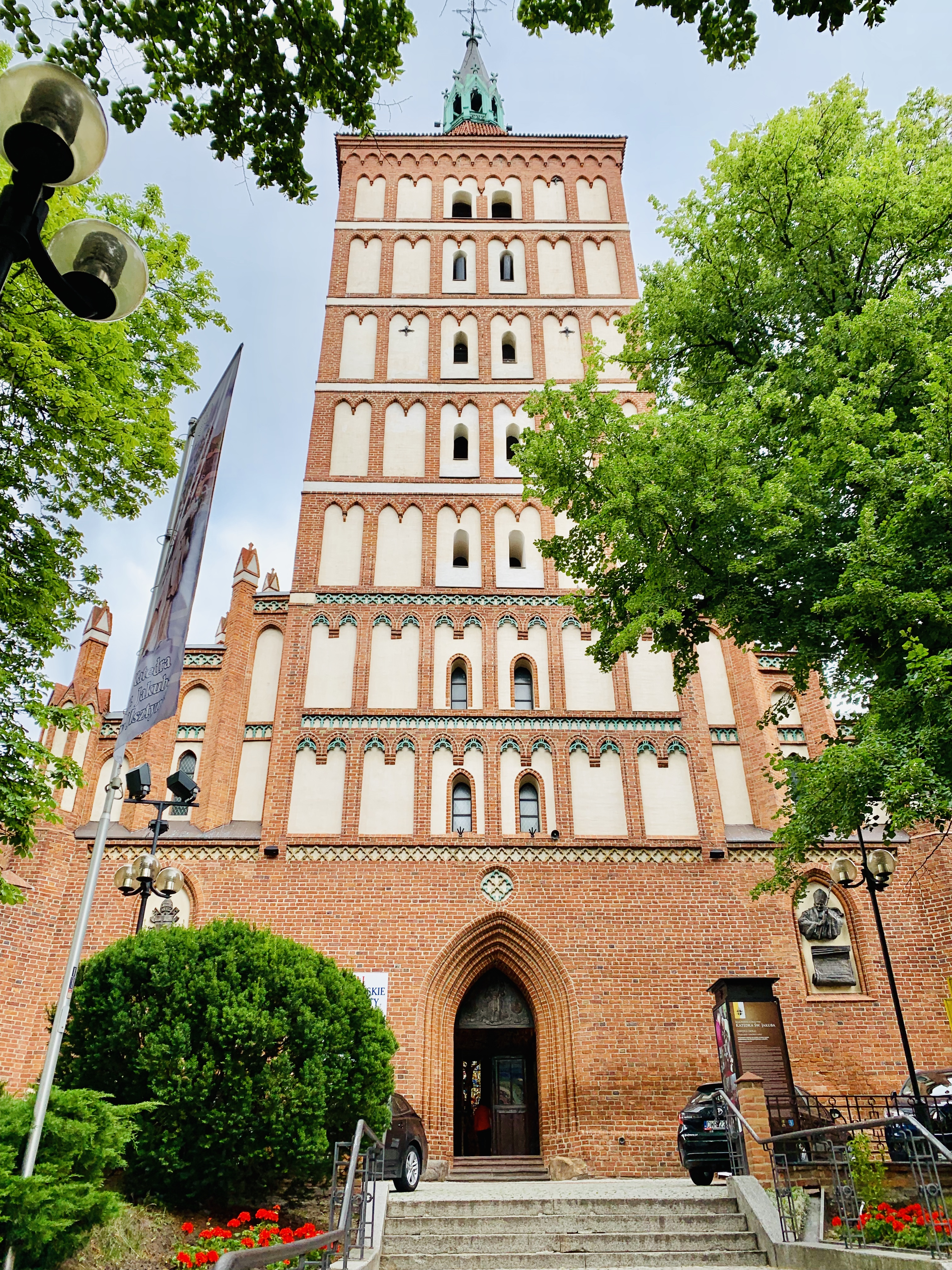
Wieża bazyliki

## Wnętrze świątyni
W porównaniu z bogactwem swej architektury kościół ma znacznie skromniejsze wyposażenie wnętrza. W 1807, podczas wojen napoleońskich, Francuzi zamknęli w nim półtora tysiąca jeńców rosyjskich, a ci, broniąc się przed ostrym mrozem, spalili tu wszystko, co mógł strawić ogień. Mimo to zachowało się w kościele trochę zabytków ruchomych z okresu:
- gotyku (m.in. tabernakulum ścienne z kratą gotycką, tryptyk późnogotycki),
- renesansu (m.in. dekoracja malarska tabernakulum ściennego, tryptyk św. Krzyża, świeczniki),
- baroku (rzeźby apostołów św. Andrzeja i św. Jakuba Starszego, krucyfiks ponadnaturalnej wielkości, obraz Matki Boskiej Różańcowej, chrzcielnica i in.)

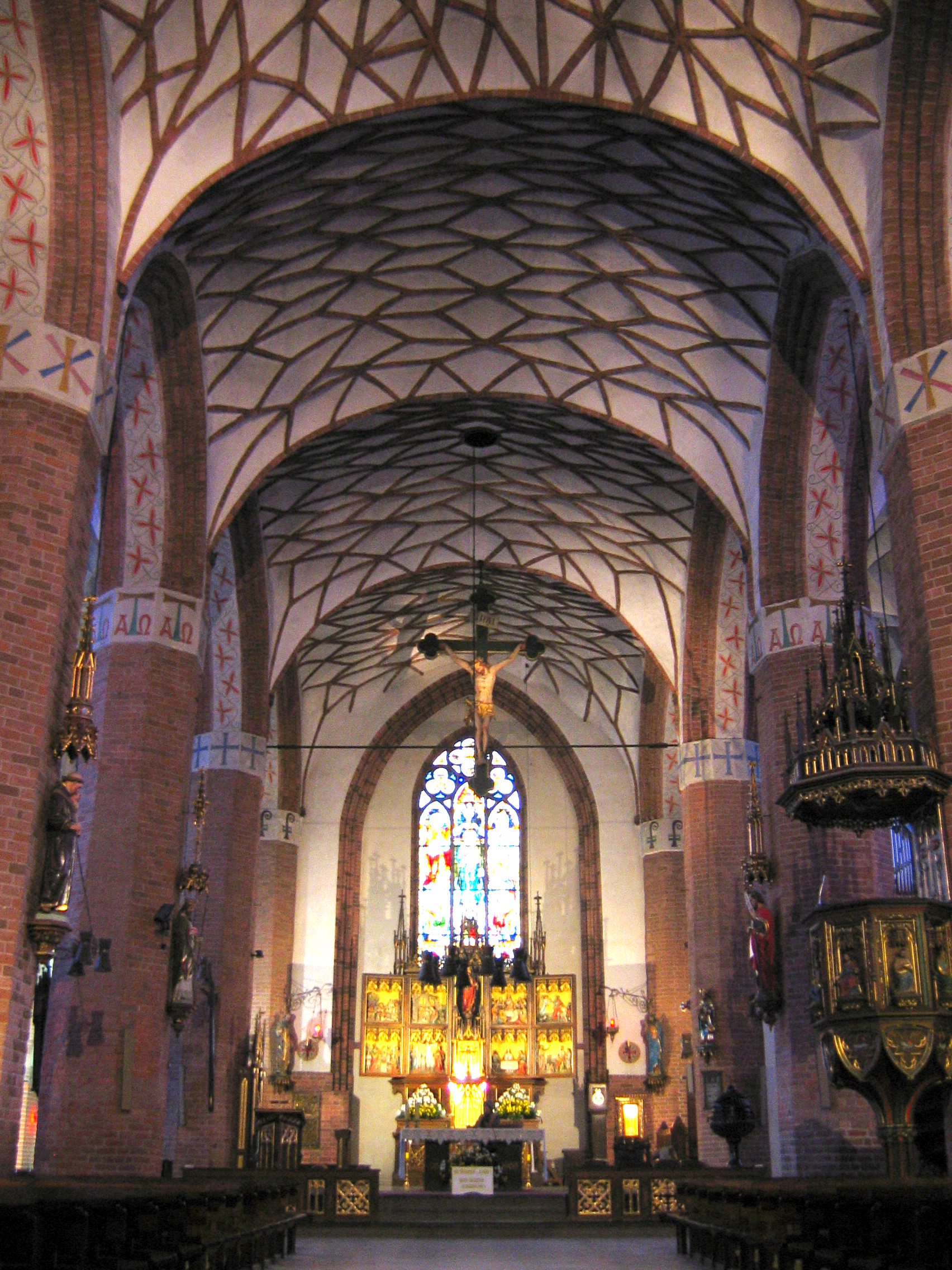
Nawa główna i widziany w tle ołtarz główny
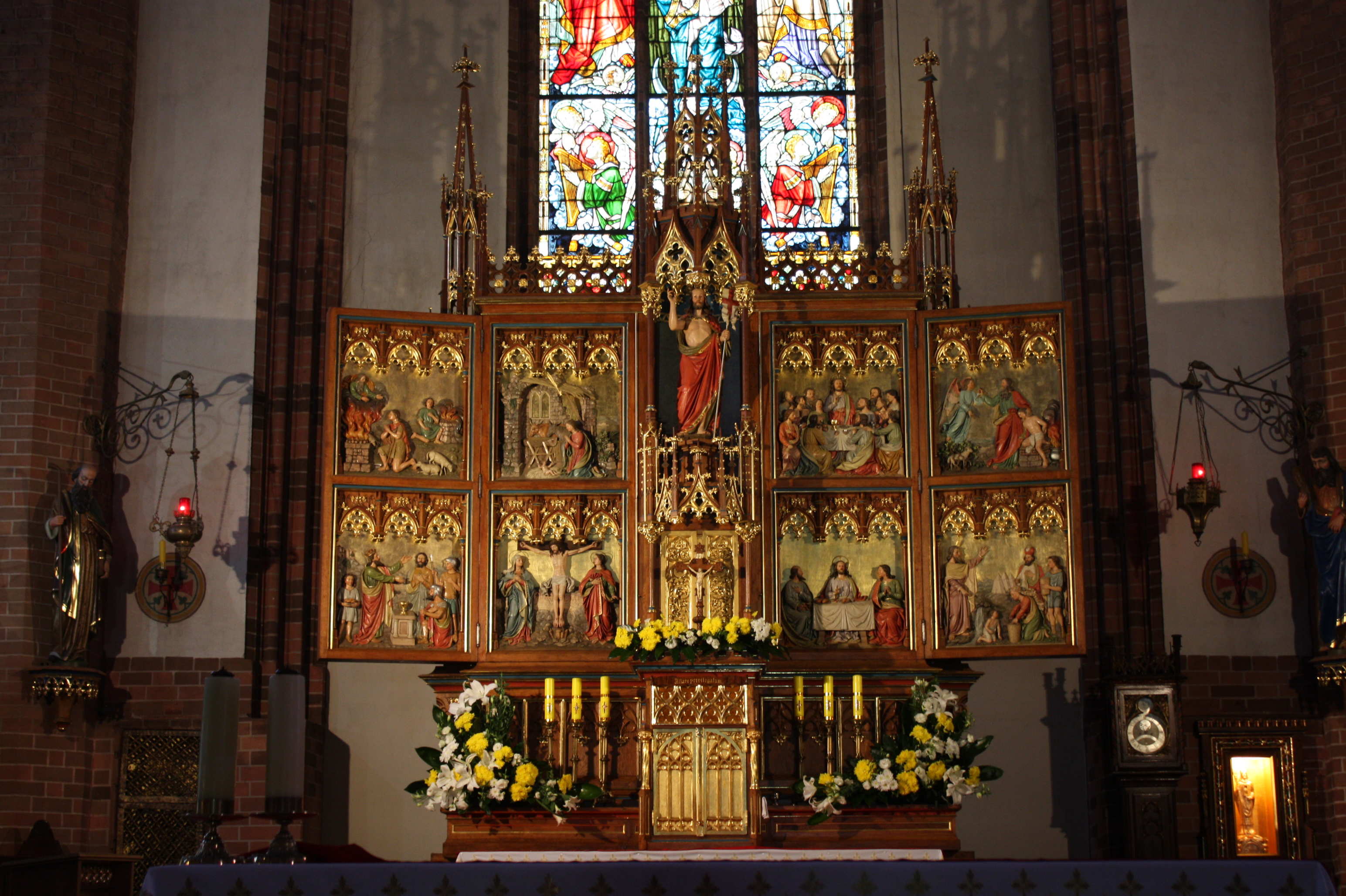
Ołtarz
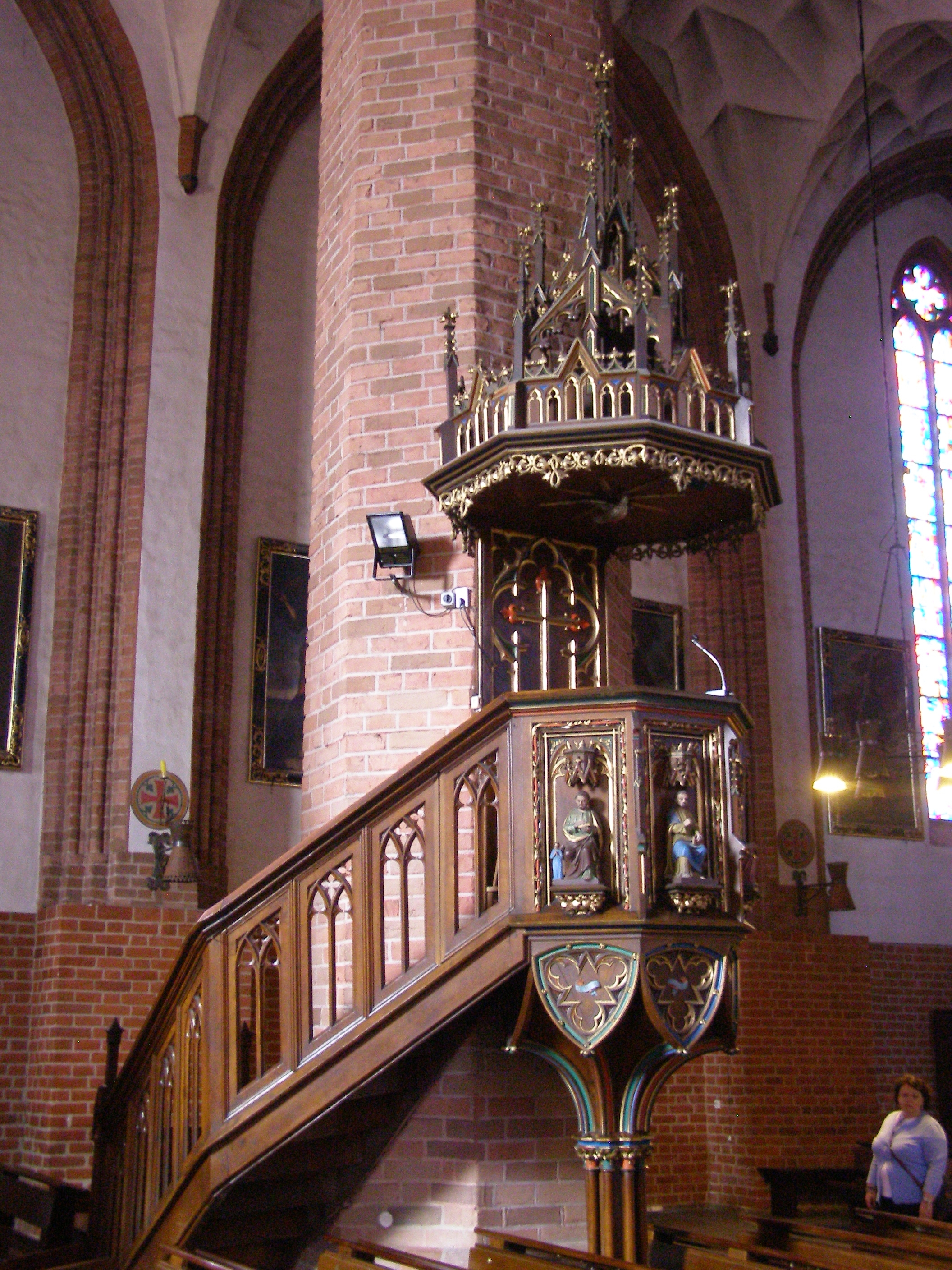
Ambona
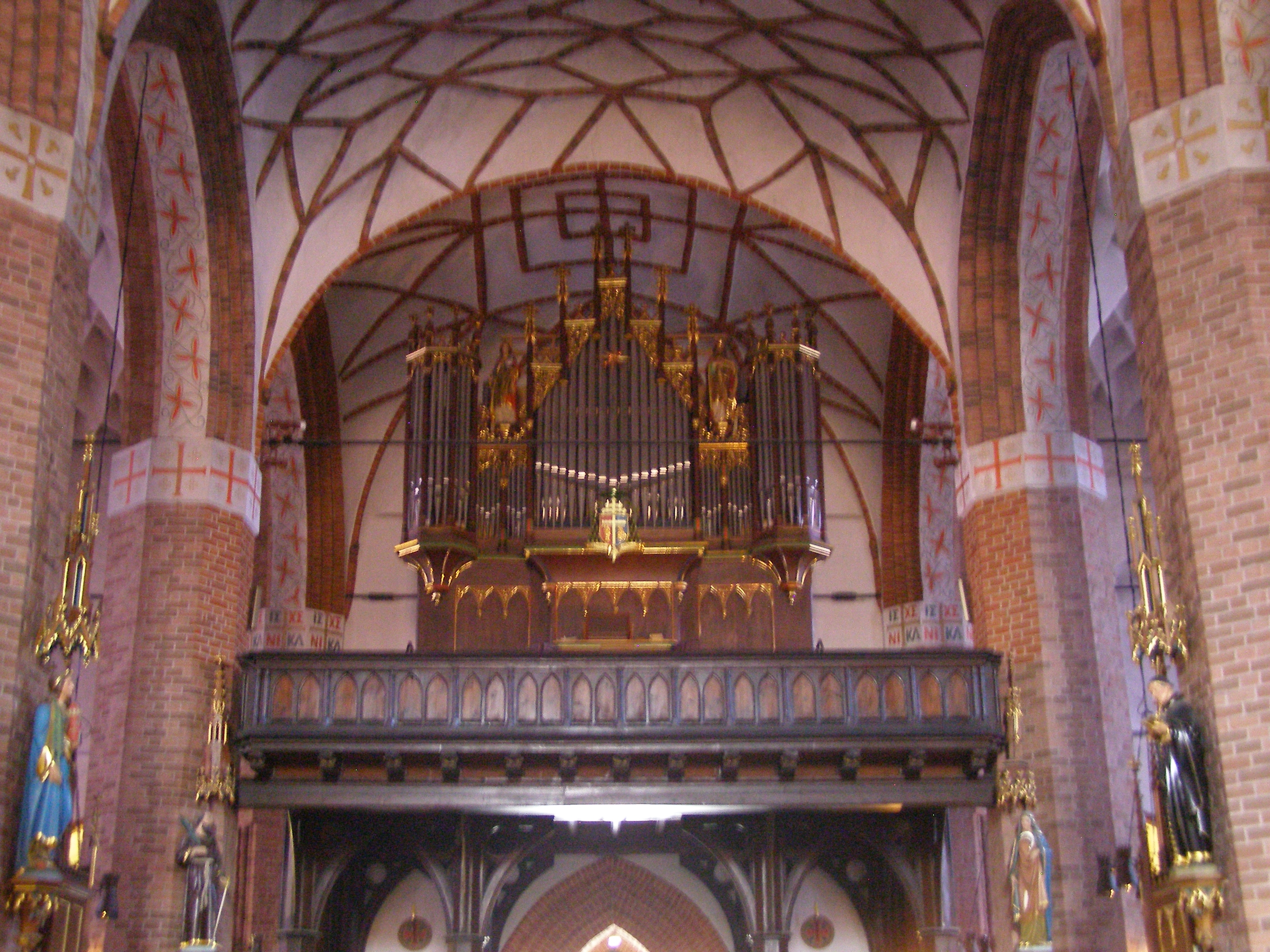
Organy
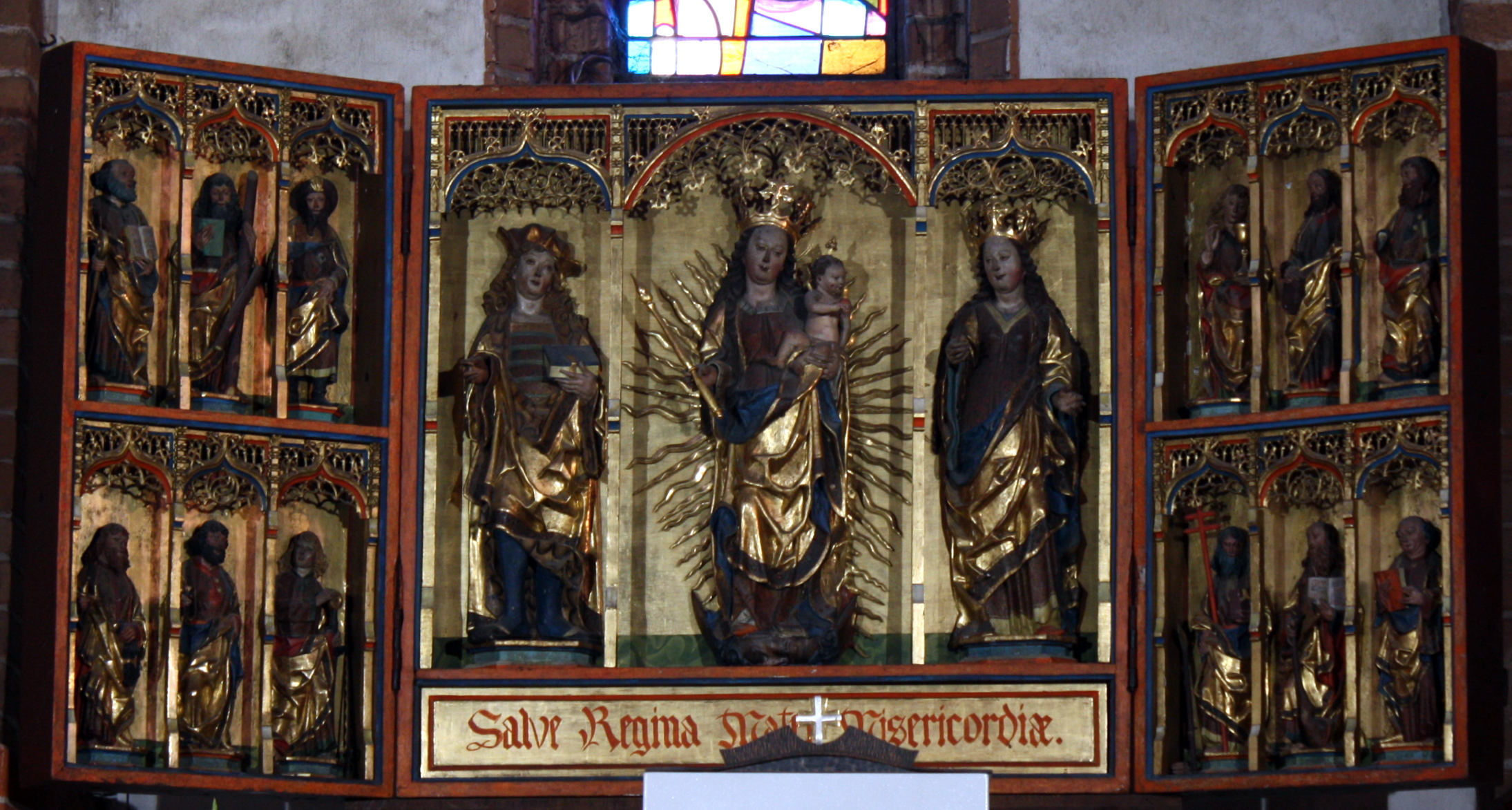
Tryptyk z pocz. XVI w.